# Vleugelvormen (Felix van Kalmthout)
Vleugelvormen is een artistiek kunstwerk in Amsterdam-Zuid, Beatrixpark.
Het is een beeld van Felix van Kalmthout. De "Vereniging Vrienden van het Beatrixpark" werd in 1981 opgericht en die wilde eigenlijk direct plaatsing van een kunstwerk in het park. Allereerst werd gedacht aan een reiger, destijds symbool van de vereniging en deed een oproep aan kunstenaars, waarbij de uiteindelijke keuze  op Kalmthout viel. Financiering kwam uit een geheel ander project. De voet- en fietsbrug brug 416 zou vervangen moeten worden door een verkeersbrug om een betere aansluiting tussen twee delen Minervalaan te krijgen. Het project ging in de ijskast en er kon uit het vrijgekomen potje subsidie aangevraagd en verstrekt worden voor het beeld. Daarna ontspon zich het ingewikkelde traject van plaatsing van een beeld in de open ruimte. Met name de Commissie van Advies voor Beeldende Kunst Amsterdam had bezwaren. Het was te figuratief, maar vooral door de dunne poten vandalismegevoelig ook al stond het in de parksingel. Door dat laatste was de kunstenaar bereid het beeld aan te passen. Het werd een totaal ander beeld, een abstract beeld van vleugelvormen die over het water scheren. In 1986 was het gehele traject afgerond en kon tot plaatsing overgaan. Het werd niet de vijver bij de kastanjebomen met de parksingel. Het beeld was zwaar en zo moesten er drie betonnen heipalen gezet worden om het beeld te kunnen plaatsen; er moest een hijsinstallatie aan te pas komen het op die plek te krijgen.  